# Bertula heteropalpia
Bertula heteropalpia är en fjärilsart som beskrevs av George Francis Hampson 1912. Bertula heteropalpia ingår i släktet Bertula och familjen nattflyn. Inga underarter finns listade i Catalogue of Life.